# James Levine
Pour les articles homonymes, voir Levine.
James Levine est un chef d'orchestre virtuose et pianiste américain né le 23 juin 1943 à Cincinnati (Ohio) et mort le 9 mars 2021 à Palm Springs.
Il a été durant 40 ans (de 1976 à 2016) le directeur musical du Metropolitan Opera de New York, ayant dirigé dans cette institution plus de 2 550 représentations.

## Biographie

### Jeunesse
D'origine juive, James Levine naît dans une famille de musiciens (son grand-père maternel a été hazzan dans une synagogue et son père est violoniste d’orchestre). Pianiste de formation, il apprend le métier de chef d'orchestre auprès de Jean Morel (à la Juilliard School de New York) puis de George Szell.

### Carrière
De 1999 à 2004, il succède à Sergiu Celibidache comme chef de l’orchestre philharmonique de Munich.
C'est lui qui dirige l'orchestre symphonique de Chicago pour le film Fantasia 2000 (séquences visuelles sur des œuvres de musique classique).
Directeur musical du Boston Symphony Orchestra (BSO) de 2004 à 2011, il est surtout connu pour son activité de chef d'orchestre principal du Metropolitan Opera de New York (1976-2016).

### Problèmes de santé
En 2008 commence pour lui une accumulation de problème de santé : maladie de Parkinson dont les premiers signes remontent à 1994, découverte d’une tumeur cancéreuse au rein puis hernie discale qui l'oblige à subir de nombreuses opérations chirurgicales et à être cloué dans un fauteuil roulant.
En 2011, des problèmes de santé le poussent à quitter le Boston Symphony Orchestra après sept saisons. Levine souffre de sciatique, d'obésité, a été opéré d'un kyste malin au niveau d'un rein (en 2008), de tremblements au niveau des mains en relation avec une rupture de la coiffe des rotateurs (opérée deux fois en 2006). Ces problèmes le forcent à annuler plusieurs concerts.

### Fin de carrière et accusations
En septembre 2013, il est de retour au Met pour diriger — en chaise roulante — Così fan tutte, puis, en décembre, Falstaff.
En juin 2016, le chef d'orchestre québécois Yannick Nézet-Séguin le remplace comme directeur musical du Met.
En 2017, James Levine est accusé par trois hommes d’avoir abusé d’eux, en 1968 pour deux d'entre eux et en 1986 pour le troisième, alors qu’ils étaient mineurs. À la suite de cela, le Metropolitan Opera annonce, le 3 décembre 2017, la suspension de son chef d’orchestre historique, puis le 13 mars 2018, son licenciement après 40 ans de collaboration.
En août 2019, James Levine et le Metropolitan Opera aboutissent à un accord mettant fin à leurs poursuites judiciaires mutuelles : James Levine réclamait 5,8 millions de dollars au Metropolitan Opera pour rupture abusive de contrat et diffamation, tandis que ce dernier, de son côté, demandait la même somme au chef d'orchestre pour le préjudice lié aux faits d'agression et de harcèlement sexuel sur une période de 25 ans. Le Metropolitan Opera accepte de verser une compensation finale de 3,5 millions de dollars à son ancien directeur artistique.

### Mort
James Levine meurt à 77 ans le 9 mars 2021 à Palm Springs,,.

### Discographie succincte
- Verdi : Giovanna d'Arco (1973), London Symphony Orchestra, EMI, 5-099908-821928
- Verdi : I vespri siciliani (1974), New Philharmonia Orchestra, RCA Victor Red Seal, 8-014394-401192
- Rossini : Le Barbier de Séville (1975), London Symphony Orchestra, EMI, 7-24356-60402-5
- Brahms: The four symphonies (1976), Chicago Symphony Orchestra, RCA Victor Red Seal, RL 03425
- Beethoven: The five sonatas for piano & cello (1977), Lynn Harrell, cello, RCA Victor Red Seal, RL 02241
- Giordano: Andrea Chénier (1977), National Philharmonic Orchestra, RCA Victor Red Seal, 0-7863-52046-2-9
- Verdi: La forza del destino (1977), London Symphony Orchestra, RCA Victor Red Seal, 8-86979-86002-5
- Stravinsky : Petrouchka (1978), Chicago Symphony Orchestra, RCA Victor Red Seal, RL 12625
- Verdi: Otello (1978), National Philharmonic Orchestra, RCA Victor Red Seal, 0-035628-295125
- Cilea: Adriana Lecouvreur (1978), Philharmonia Orchestra, CBS Masterworks, 8-86974-46212-5
- Mascagni: Cavalleria rusticana (1979), National Philharmonic Orchestra, RCA Victor Red Seal, 0-035628-309129
- Bellini: Norma (1980), National Philharmonic Orchestra, CBS Masterworks, 8-86974-46182-1
- Schumann: The four symphonies (1981), Philadelphia Orchestra, RCA Victor Red Seal, ARL 3-3907
- Puccini: Tosca (1981), Philharmonia Orchestra, EMI, 0-77775-43242-8
- Brahms: Un requiem allemand (1984), Chicago Symphony Orchestra, RCA Victor Red Seal, 0-9026-61349-2-2
- Beethoven: The 5 piano concertos (1984), Alfred Brendel, piano, Chicago Symphony Orchestra, Philips Classics, 0-28941-11891-2
- Orff: Carmina Burana (1985), Chicago Symphony Orchestra, Deutsche Grammophon, 0-28941-51362-5
- Ravel: Daphnis et Chloé (1985), Vienna Philharmonic, Deutsche Grammophon, 0-28941-53602-0
- Brahms: The 4 symphonies (1989), Vienna Philharmonic, Deutsche Grammophon, 0-28944-98292-3
- Mozart: The 5 violin concertos (1986), Itzhak Perlman, violin, Vienna Philharmonic, Deutsche Grammophon, 0-28941-91842-0
- Smetana: Má Vlast, Overture and Dances from the opera La Fiancée vendue (1987), Vienna Philharmonic, Deutsche Grammophon, 0-28941-97682-6
- Tchaikovsky: Eugène Onéguine (1988), Staatskapelle Dresden, Deutsche Grammophon, 0-28942-39592-3
- Poulenc: Sonate pour flûte et piano, Sonate pour clarinette et piano, Élégie pour cor et piano, Trio pour hautbois, basson et piano, Sextet (1989), Ensemble Wien-Berlin, Deutsche Grammophon, 0-28942-76392-0
- Mozart: Così fan tutte (1989), Vienna Philharmonic, Deutsche Grammophon, 0-28942-38972-4
- Berlioz: Roméo et Juliette, Les Nuits d'été (1990), Berlin Philharmonic, Deutsche Grammophon, 0-28942-76652-5
- Donizetti: L'elisir d'amore (1990), Deutsche Grammophon, 0-28942-97442-5
- Holst: The Planets (1990), Chicago Symphony Orchestra, Deutsche Grammophon, 0-28942-97302-2
- Wagner: Der Ring des Nibelungen (1991), Deutsche Grammophon, 0-28944-53542-6
- Haydn: Die Schöpfung (1991), Berlin Philharmonic, Deutsche Grammophon, 0-28942-76292-3
- Berlioz: Symphonie fantastique, Les Troyens: Royal Hunt and Storm (1991), Berlin Philharmonic, Deutsche Grammophon, 0-28943-16242-5
- Mozart: Symphonies (1991), Vienna Philharmonic, Deutsche Grammophon, 0-28943-53602-8
- Mozart: Les Noces de Figaro (1991), Deutsche Grammophon, 0-28943-16192-3
- Bartók: Concerto pour orchestre, Musique pour cordes, percussion et célesta (1991), Chicago Symphony Orchestra, Deutsche Grammophon, 429-747-2
- Berlioz: Requiem, Overtures: Le Corsaire, Benvenuto Cellini, Le Carnaval romain (1992), Berlin Philharmonic, Deutsche Grammophon, 0-28942-97242-1
- Beethoven: Missa solemnis (1992), Vienna Philharmonic, Deutsche Grammophon, 2894355702
- Verdi: Luisa Miller (1992), Sony Classical, 5-099704-807324
- Verdi: Don Carlos (1993), Sony Classical, 5-099705-250020
- Stravinsky: Œdipus rex (1993), Chicago Symphony Orchestra, Deutsche Grammophon, 0-28943-58722-8
- Gershwin: Rhapsody in Blue, Un Américain à Paris, Porgy and Bess Suite (Catfish Row (en)), Ouverture cubaine (1993), Chicago Symphony Orchestra, Deutsche Grammophon, 0-28943-16252-4
- Puccini: Manon Lescaut (1993), Decca Records, 0-28944-02002-1
- Verdi: Il trovatore (1994), Sony Classical, 5-099704-807027
- Wagner: Parsifal (1994), Deutsche Grammophon, 0-28943-75012-7
- Marilyn Horne: Divas in Song (en) (1994), RCA Victor Red Seal, 09026-62547-2
- Verdi: I Lombardi alla prima crociata (1997), Decca Records, 0-28945-52872-4
- Wagner: Der fliegende Holländer (1997), Sony Classical, 0-7464-66342-2-6
- Berg: Lulu (2001), Met Opera, 8-1135-70133-5-0
- Berlioz: Benvenuto Cellini (2003), Met Opera, 8-1135-70131-8-2
- Berlioz: Les Troyens (2003), Met Opera, 8-1135-70131-9-9
- Stravinsky: The Rake's Progress (2003), Met Opera, 8-1135-70132-1-2

### Videographie
- Mozart: La clemenza di Tito (1980), Vienna Philharmonic, Deutsche Grammophon, 00440-073-4128
- Richard Strauss: Elektra (1981), Deutsche Grammophon, 0-44007-34111-7
- Mozart: Idomeneo (1982), Deutsche Grammophon, 00440-073-4234
- Richard Strauss: Der Rosenkavalier (1982), Met Opera, 8-1135-70133-0-4
- Verdi: La traviata (1983), Deutsche Grammophon, 00440-073-4364
- Verdi: Ernani (1983), Deutsche Grammophon, 0-044007-432280
- The Metropolitan Opera Centennial Gala (1983), Deutsche Grammophon, 00440-073-4538
- Bizet: Carmen (1989), Deutsche Grammophon, 0-44007-30009-1
- Wagner: Der Ring des Nibelungen (1990), Deutsche Grammophon, 0-44007-30439-6
  - Das Rheingold, Deutsche Grammophon, 0-44007-30369-6
  - Die Walküre, Deutsche Grammophon, 0-44007-30499-6
  - Siegfried, Deutsche Grammophon, 0-44007-30379-6
  - Götterdämmerung, Deutsche Grammophon, 0-44007-30409-6
- Mozart: La Flûte enchantée (1991), Deutsche Grammophon, 0-44007-30039-8
- The Metropolitan Opera Gala 1991, Deutsche Grammophon, 00440-073-4582
- Verdi: Falstaff (1992), Deutsche Grammophon, 0-44007-34532-0
- Verdi: Stiffelio (1993), Deutsche Grammophon, 0-44007-34288-6
- James Levine's 25th Anniversary Metropolitan Opera Gala (1996), Deutsche Grammophon, B0004602-09
- Verdi: Aida (2000), Deutsche Grammophon, 0-44007-30019-0
- Verdi: Un ballo in maschera (2002), Deutsche Grammophon, 0-44007-30299-6
- Verdi: Simon Boccanegra (2002), Deutsche Grammophon, 0-44007-30319-1
- Richard Strauss: Ariadne auf Naxos (2002), Deutsche Grammophon, 0-44007-34010-3
- Beethoven: Fidelio (2003), Deutsche Grammophon, 0-4407-30529-4
- Puccini: Turandot (2003), Deutsche Grammophon, 0-44007-30589-8
- Verdi: Rigoletto (2004), Deutsche Grammophon, 0-44007-30939-1
- Wagner: Tristan und Isolde (2004), Deutsche Grammophon, 0-44007-30449-5
- Wagner: Die Meistersinger von Nürnberg (2004), Deutsche Grammophon, 00440-073-0949
- Verdi: Nabucco (2005), Deutsche Grammophon, 0-44007-30779-3
- Verdi: Don Carlos (2005) Deutsche Grammophon, 0-44007-34085-1
- Verdi: La forza del destino(2005), Deutsche Grammophon, 0-44007-34076-9
- Puccini: La bohème (2005), Deutsche Grammophon, 0-44007-34025-7
- Donizetti: L'elisir d'amore (2005), Deutsche Grammophon, 0-44007-34021-9
- Mozart:  Don Giovanni (2005), Deutsche Grammophon, 0-44007-34010-3
- Mozart: Idomeneo, (2006), Deutsche Grammophon, 0-44007-34234-3
- Verdi: Luisa Miller (2006), Deutsche Grammophon, 0044007340271
- Wagner: Tannhäuser (2006), Deutsche Grammophon, 0-44007-34171-1
- Wagner: Lohengrin (2006), Deutsche Grammophon, 0-44007-34176-6
- Zandonai: Francesca da Rimini (2007), Deutsche Grammophon, 0-44007-34313-5
- Berlioz: Les Troyens (2007), Deutsche Grammophon, 0-44007-34310-4
- Alban Berg: Lulu (2011), Sony Music, 0886979100992
- Mozart: La Flûte enchantée, Sony Music, 0886979101395
- Mascagni: Cavallera rusticana (2011), Sony Music, 0886979100893
- Donizetti: Don Pasquale (2011), Deutsche Grammophon, 0-44007-34635-8
- Wagner:  in Der Ring des Nibelungen (2012), Deutsche Grammophon, 0-44007-34771-3 :
  - Das Rheingold (2010), Deutsche Grammophon, 0-44007-34841-3
  - Die Walküre (2011), Deutsche Grammophon, 0-44007-34848-2